# Cuscús tacat de l'illa Waigeo
El cuscús tacat de l'illa Waigeo (Spilocuscus papuensis) és una espècie de marsupial de la família dels falangèrids. És endèmic d'Indonèsia.